# Дишкант Віталій Іванович
Віталій Іванович Дишкант — старший солдат Збройних Сил України, учасник російсько-української війни, що загинув у ході російського вторгнення в Україну в 2022 році.

## Життєпис
Віталій Дишкант народився 6 червня 1989 року в селі Карпівці (з 2020 року — Вільшанської сільської територіальної громади Житомирського району) Житомирської області. Закінчив Карповецьку загальноосвітню школу, потім — здобув професію токаря в Житомирському професійно-технічному училищі. Після навчання проходив строкову службу в лавах Збройних сил України у місті Києві. З початком війни на сході України був мобілізований у 2014 році. Пізніше працював водієм у ТОВ «Аграрний фонд Терещенка». Після початку повномасштабного російського вторгнення в Україну одним з перших був призваний до лав Збройних сил України. Перебував на передовій в складі 95-ї десантно-штурмової бригади. Загинув Віталій Дишкант 22 березня 2022 року в місті Костянтинівка Донецької області. Поховали загиблого 3 квітня 2022 року в рідному селі Карпівці на Житомирщині.

## Родина
У загиблого залишилася донька Вероніка (нар 2016) та батьки.

## Нагороди
- Орден «За мужність» III ступеня (2022, посмертно) — за особисту мужність і самовіддані дії, виявлені у захисті державного суверенітету та територіальної цілісності України, вірність військовій присязі[3].